# Kakukktorma-moly
A kakukktorma-moly (Eidophasia messingiella) a valódi lepkék (Glossata) alrendjébe tartozó tarkamolyfélék (Plutellidae) családjának egyik, hazánkban általánosan elterjedt faja.

## Elterjedése, élőhelye
Ez az észak- és közép-európai faj hazánkban is általánosan elterjedt.

## Megjelenése
A lepke kávébarna szárnyát egy csontsárga keresztsáv osztja két részre. A szárny fesztávolsága 13–14 mm.

## Életmódja
Egy-egy évben egy nemzedéke kel ki, és júniusban rajzik. Életmódjáról alig tudunk valamit; gazdasági jelentősége jószerivel nincs. Külföldi adatok szerint tápnövénye a keserű kakukktorma (Cardamine amara) – mivel ez nálunk csak elszigetelt termőhelyeken (például a Szigetközben) fordul elő, hazai tápnövénye valószínűleg legalább részben más.

## Külső hivatkozások
- Mészáros Zoltán – Szabóky Csaba: A magyarországi molylepkék gyakorlati albuma. Budapest: Agroinform. 2005.  arch Hozzáférés: 2018. április 6. (PDF)